# Буксиры проекта 498
Буксиры проекта 498, тип «Сатурн» — серия портовых рейдовых буксиров-кантовщиков с  двумя винтами регулируемого шага в поворотных раздельно управляемых направляющих насадках. В состав ВМФ СССР поступали под шифром «Протей». Также были известны под названиями «б/к 1200» и «бычок».
Они использовались как рейдовые буксиры разными службами гражданских портов и службами обеспечения военно-морских баз. Помимо внутреннего использования, буксиры были поставлены на Кубу, в Ирак, ГДР и ФРГ.
Район плавания: портовые воды с выходом на открытый рейд. Класс Регистра: КМ*УЛ Ш (буксир).

## Проект

### История
Проект разработан в ЦКБ-370 в начале 1960-х (в 1969 г. ЦКБ-370 вошло в состав КБ «Балтсудопроект»), главные конструкторы Е.С. Васильев, Г.Ф. Андреев. Предшественником нового судна был послевоенный советский паровой буксир типа «Аян» (проект 730СЖ, разработка ЦКБ-32, главный конструктор П. И. Халимович), строившийся в СССР большими сериями и хорошо зарекомендовавший себя в эксплуатации. Однако, в конце 1950-х «Аян» уже требовал кардинальной модернизации. Относительно маломощная паровая машина ПМ-2 морально устарела, одновинтовая схема и связанная с этим недостаточная маневренность, делали буксир плохо приспособленным к работам в условиях порта с высокой интенсивностью кантовочных операций.
Первый буксир нового проекта 498, названный «Сатурн», сошёл со стапелей Петрозавода в конце 1962 года. Судно стало принципиально новым типом в отечественном буксиростроении, винты регулируемого шага позволили оптимально использовать мощность двигателей в разных режимах работы, а поворотные насадки в сочетании с раздельным управлением винтами обеспечили высокую маневренность. Усиленный ледовый класс и высокая мощность позволяли эффективно эксплуатировать буксир во всех портах СССР.
На протяжении выпуска проект претерпел ряд модернизаций. С 1972 года был налажен выпуск на судостроительном заводе в городе Гороховец Владимирской области. С 1975 года основное производство буксиров проекта 498 было переведено на Гороховецкий судостроительный завод, а Петрозавод прекратил их выпуск.
К 1983 году проект был существенно переработан, и буксиры под индексом 04983 выпускались на Гороховецком ССЗ, Прибалтийском ССЗ «Янтарь» и КМОЛЗ в Кронштадте. В настоящее время, буксиры проекта 498 постепенно выводятся из эксплуатации, вытесняясь современными моделями ССЗ «Пелла» либо иностранного производства.

### Технические особенности
Суда проектов 498 (А, С, М) — это стальные, однопалубные двухвинтовые дизельные буксиры с винтами регулируемого шага в поворотных раздельно управляемых насадках, машинным отделением в средней части и смещённой в нос двухъярусной надстройкой с ходовым мостиком. Благодаря ледокольному носу, противоледовому усилению обшивки и защите винтов буксиры способны действовать в набивном льду толщиной до 30 см и сплошном льду до 50 см.
Основное назначение: работы по вводу, выводу, перестановке и швартовке крупнотоннажных морских судов всех типов в портах и на рейдах, в том числе и в ледовых условиях. Оборудован системами пожаротушения и может принимать участие в тушении пожаров.

### Основные тактико-технические характеристики
Основные тактико-технические характеристики рейдовых буксиров проекта 498С и 498М.
- Водоизмещение: 306 тонн
- Дедвейт: 46,1 тонны
- Валовая вместимость: 186,94 тонны
- Длина габаритная: 29,3 метра
- Длина конструктивная: 28,2 метра
- Ширина габаритная: 8,3 метра
- Ширина конструктивная: 8,2 метра
- Высота борта: 4,34 метра
- Высота надводного борта: 1,28 метра
- Осадка: 3,09 метра
- Скорость полного хода: 11,4 узла
- Главные двигатели: 6 ДР-30/50-4-2 × 2 × 600 л.с.
- Винто-рулевой комплекс: ВР-498

## Оценка проекта
С 1980-х проект 498 и его дальнейшая модернизация проект 04983 стали основным типом портовых буксиров-кантовщиков СССР/России, поставлялись на экспорт, работали во многих портах и различных климатических условиях, заслужили высокую оценку эксплуатационников.

## Фотографии

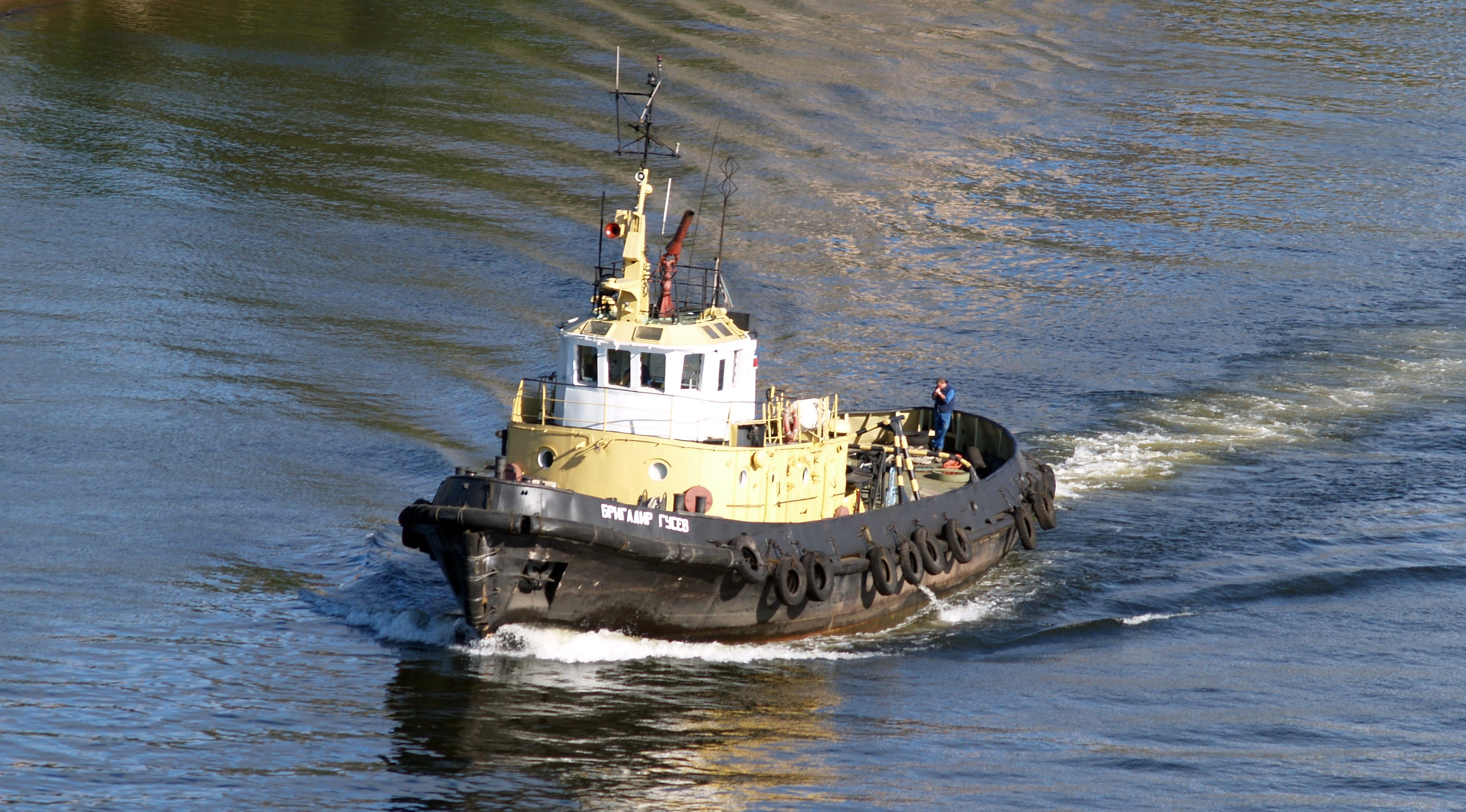
«Бригадир Гусев» (IMO 8929757) проекта 498 в Санкт-Петербурге, 14 марта 2009 года
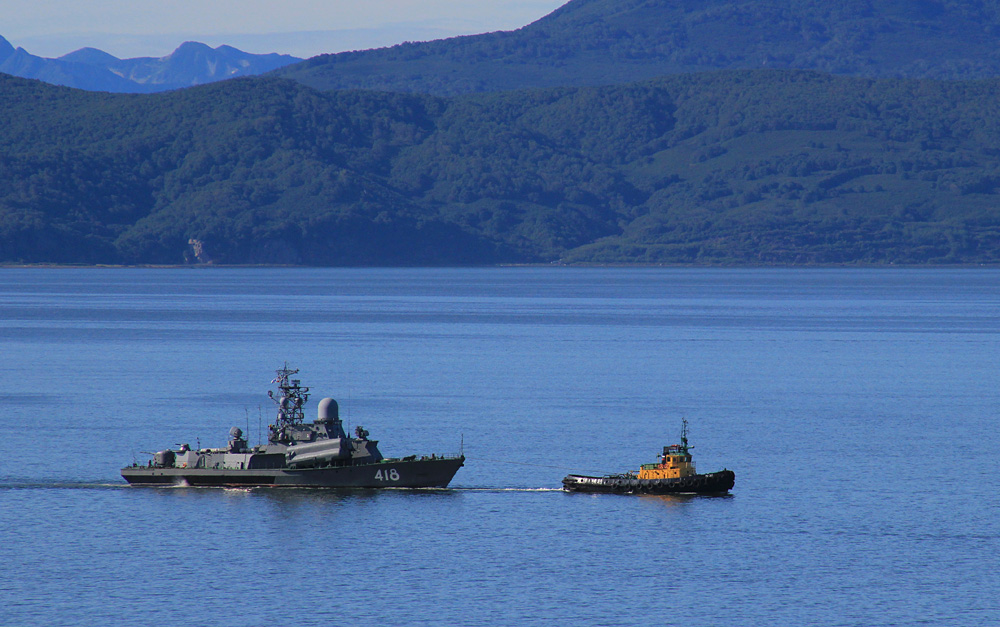
РБ-262 проекта 498 буксирует МРК «Иней» в Авачинской бухте, 27 августа 2010 года
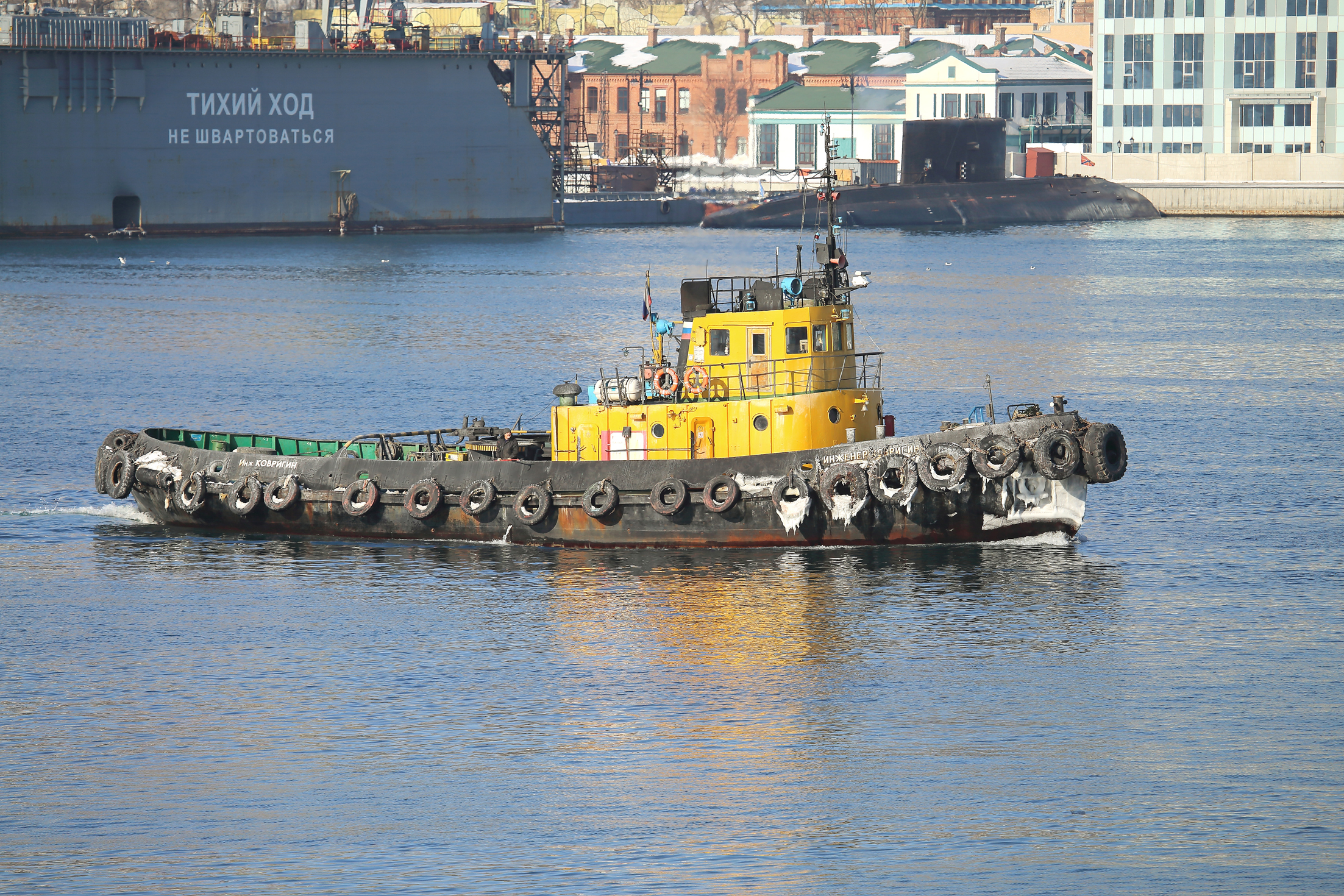
«Инженер Ковригин» (IMO 8923208) проекта 498 в Золотом Роге, 26 декабря 2014 года
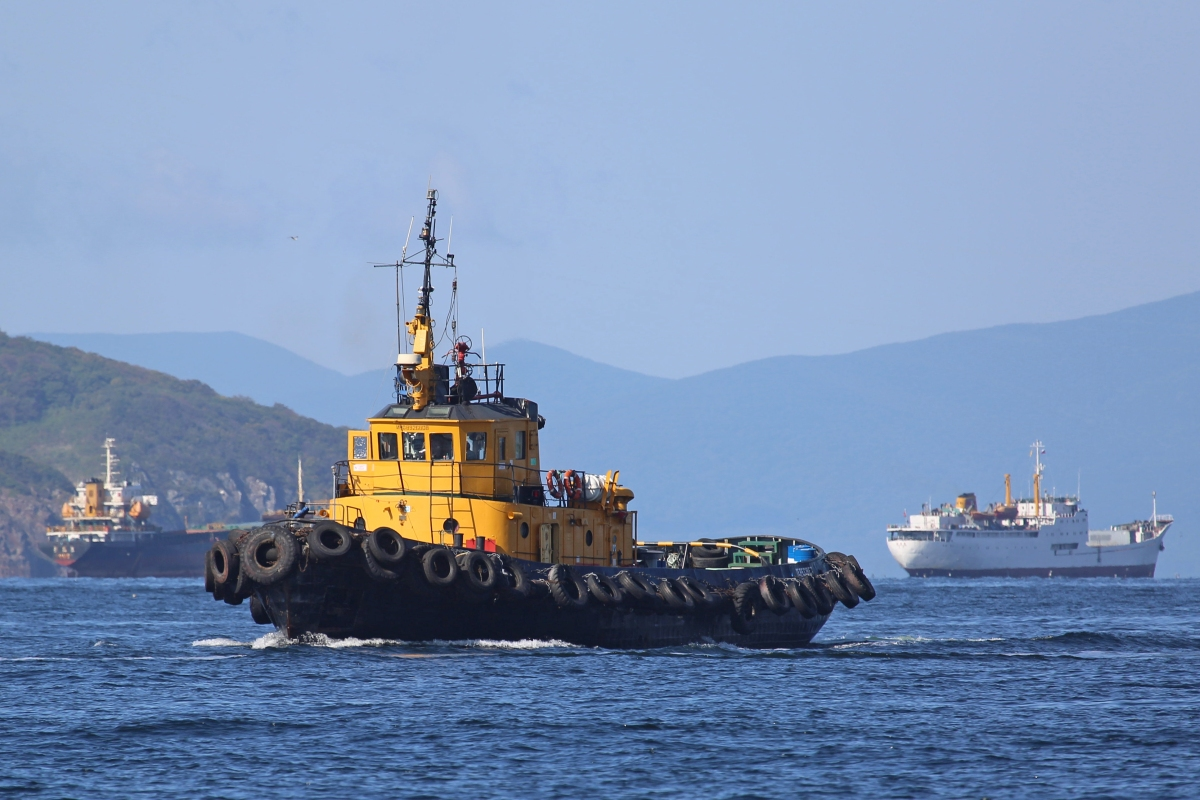
«Пересвет» (IMO 8926808) в проливе Босфор Восточный, 2017 год